# Швейниц, Рудольф
Рудольф Штейниц (15 января 1839 — 7 января 1896) — немецкий скульптор.

## Биография
Рудольф Штейниц родился в городе Шарлоттенбурге. Был учеником Берлинской академии художеств, в 1855—1865 годах работал под руководством Шифельбейна, после чего отправился в Рим, где создал статуи «Руфи, собирающей колосья» и «Танцующей итальянки». По возвращении в Берлин трудился в этом городе до конца своей жизни, пользуясь известностью талантливого мастера, особенно искусного в крупных декоративных работах. Кроме Италии, он посетил Копенгаген, Мюнхен, Дрезден, Вену и Будапешт.
Главные его произведения — три группы, увенчивающие фронтон берлинской национальной галереи и изображающие живопись, скульптуру и архитектуру, статуя «Германия», воздвигнутая в Гере в память последней на тот момент немецко-французской войны, восемь колоссальных групп на «Королевском мосту» в Берлине, статуя гохмейстера Г. фон Зальца и рельефы «Основание города Торна» и «Битва рыцарей немецкого ордена с пруссами» на мосту через Вислу в Торне, 20 статуй на длинных боках пьедестала под конной статуей Фридриха-Вильгельма III в Берлине и рельефы на сюжеты из истории Берлина, украшающие парапет балкона тамошней ратуши. Кроме статуй, групп и рельефов, им исполнено много портретных бюстов. 
Рудольф Штейниц покончил с собой в Берлине в 1896 году из-за отсутствия заказов и находясь в глубоком творческом кризисе.